# Verfassung des Königreichs Belgien

Verfassungsdiagramm für Belgien

Die Verfassung des Königreichs Belgien (französisch Constitution du Royaume de Belgique, niederländisch Grondwet van het Koninkrijk België) ist die in geänderter Fassung gültige Verfassung Belgiens vom 7. Februar 1831. Der Text der Verfassung ist auf Deutsch, Französisch und Niederländisch festgelegt.

## Entstehung und Entwicklung
Nach der Loslösung vom Vereinigten Königreich der Niederlande im Rahmen der Belgischen Revolution von 1830 gab sich der neue belgische Staat 1831 eine Verfassung. Die Verfassung Belgiens war an die niederländische Verfassung von 1814 angelehnt und sieht wie diese eine parlamentarische Monarchie vor. Seit ihrer Schaffung hat sie mehrere teils grundlegende Änderungen erfahren; die letzte Verfassungsänderung ist die von 1994, durch die der belgische Einheitsstaat in einen Bundesstaat (nach anderer Meinung: in einen dezentralen Einheitsstaat) umgewandelt wurde.
Die belgische Verfassung war ihrerseits Vorlage für viele europäische Verfassungen des 19. und 20. Jahrhunderts. Auch der iranischen Verfassung von 1906, die mit einigen Änderungen seit der Konstitutionellen Revolution bis zur Islamischen Revolution im Jahr 1979 Gültigkeit hatte, diente die belgische Verfassung als Vorlage. Die deutsche Praxis, den Staatshaushalt in Form eines Gesetzes (Haushaltsgesetz) zu verabschieden, anstatt ihn durch schlichten Parlamentsbeschluss zu beschließen, kann über die preußische Verfassung bis auf die belgische Verfassung von 1831 zurückverfolgt werden.